# 산티아고 아미고레나

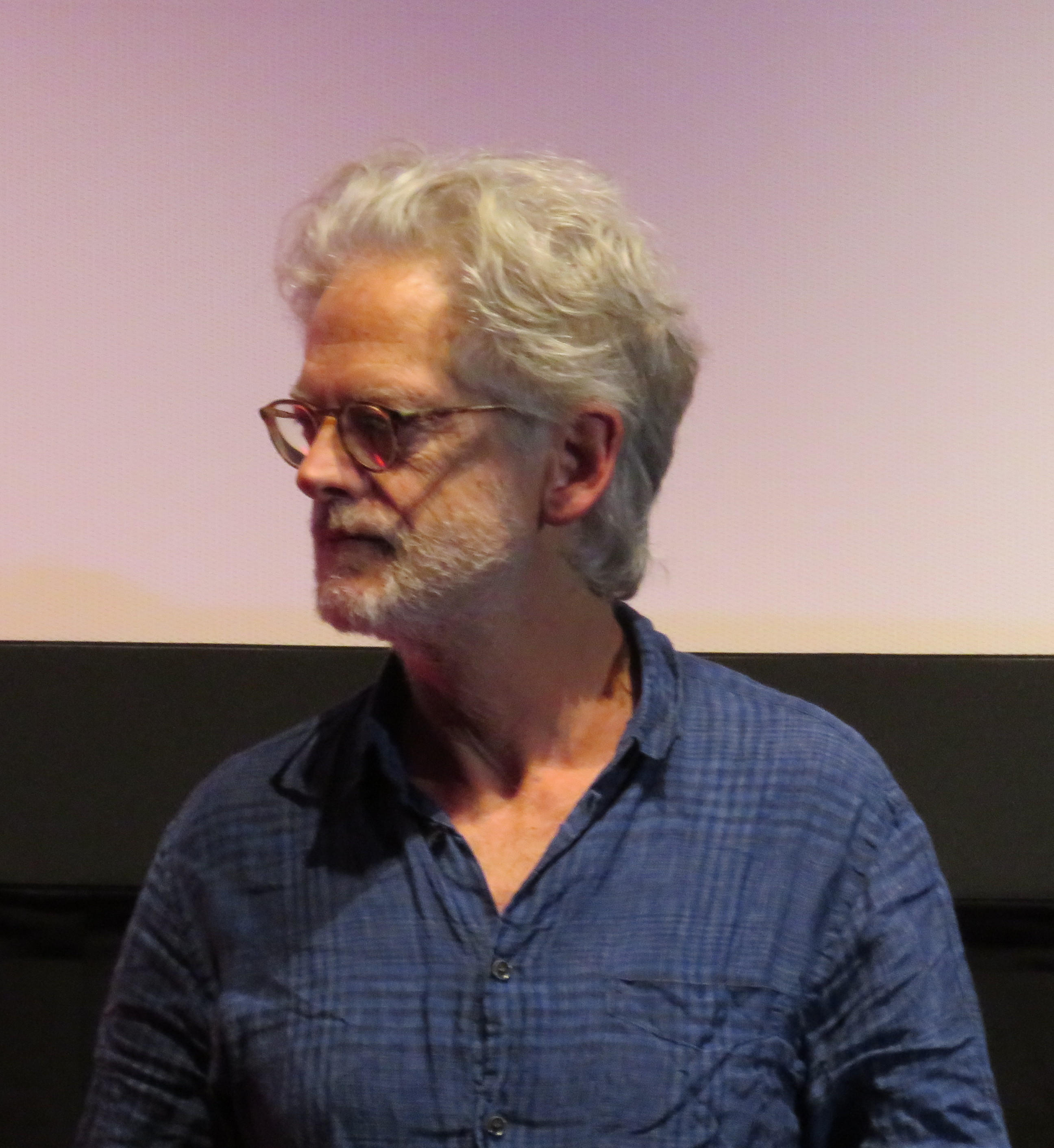

산티아고 아미고레나(Santiago Amigorena, 1962년 2월 15일 ~ )는 아르헨티나의 작가, 영화 프로듀서, 영화 감독, 각본가, 화가, 영화배우, 배우이다.
부에노스아이레스에서 태어났다.

## 영화
- 썸원 썸웨어 (2019년)
- 부르고뉴, 와인에서 찾은 인생 (2017년)
- 레스 엔판츠 로지스 (2014년)
- 업사이드 다운 (2012년)
- 어나더 사일런스 (2011년)
- 리오 섹스 코미디 (2010년)
- 9월의 어느 날 (2006년)
- 불순한 제안 (2002년)
- 엠티 데이즈 (1999년)
- 아마도 (1999년)
- 도쿄 아이즈 (1998년)
- 키니와 아담스 (1997년)
- 파리의 실락원 (1997년)
- 위험한 청춘 (1994년)
- 상어의 자식 (1993년)
- 삼바 트라오레 (1992년)